# Розенмейер, Иван Самойлович
Иван Самойлович Розенмейер (1763—1841) — действительный статский советник, интендант флота, участник Наполеоновских войн.

## Биография
По происхождению обер-офицерский сын, родился 30 января 1763 года; на военную службу записан 6 мая 1776 года солдатом в лейб-гвардии Измайловском полку. Явившись в строй Розенмейер 25 января 1781 года получил чин прапорщика с переводом в армейский Нижегородский пехотный полк.
В 1784 году Розенмейер был произведён в подпоручики и 1 сентября 1786 года переведён в 5-й флотский батальон, где получил чины поручика (в 1788 году) и капитана (в 1790 году). В 1797 году перемещённый во 2-й батальон, он 4 мая 1802 года был произведён в майоры, с переводом в 3-й батальон, и в том же году, по сформировании морских полков, поступил во 2-й морской полк, где 14 сентября 1803 года получил чин подполковника. В рядах этого полка Розенмейер в 1805 году принимал участие в десантных операциях отряда графа Толстого, и находился при занятии Ганновера.
По возвращении в Россию Розенмейер 7 февраля 1806 года определён был членом в Экспедицию поправления Кронштадтского порта, причём 21 февраля переведён был в Кронштадтский гарнизонный полк. 26 ноября 1807 года Розенмейер за предыдущую кампанию был награждён орденом Св. Георгия 4-й степени (№ 1857 по кавалерскому списку Григоровича — Степанова).
В воздаяние отличного усердия и неусыпных трудов, — особенно в устроении береговых Кронштадтских укреплений, Розенмейер 30 января 1810 года был награждён орденом Св. Владимира 4-й степени, а по расформировании Кронштадтского гарнизонного полка отчислен 29 января 1811 года по армии, с оставлением членом той же Экспедиции и 3 февраля 1819 года переименован в 7-й класс.
3 декабря 1823 года Розенмейер был произведён в 5-й класс, 4 ноября 1827 года был назначен членом временной Комиссии Адмиралтейства для окончания дел и счетов прежнего времени; 18 декабря 1829 года, по упразднении Адмиралтейской временной комиссии, причислен был к Герольдии, а 24 марта 1830 года был пожалован в 4-й класс и по именному указу 31 декабря 1830 года определён членом Общего присутствия управляющих Департаментами Морского интендантства, с исправлением должности начальника Призового отделения.
Умер в Санкт-Петербурге, состоя на службе, 3 февраля 1841 года и погребен на Смоленском лютеранском кладбище. Розенмейер был женат на дочери майора Мещерякова — Аграфене Андреевне. Их сын, Иосиф, в чине капитана 2-го ранга занимал должность помощника капитана над Кронштадтским портом и был кавалером ордена Св. Георгия 4-й степени; другой сын, Павел, был генерал-майором.